# Dřevokazové

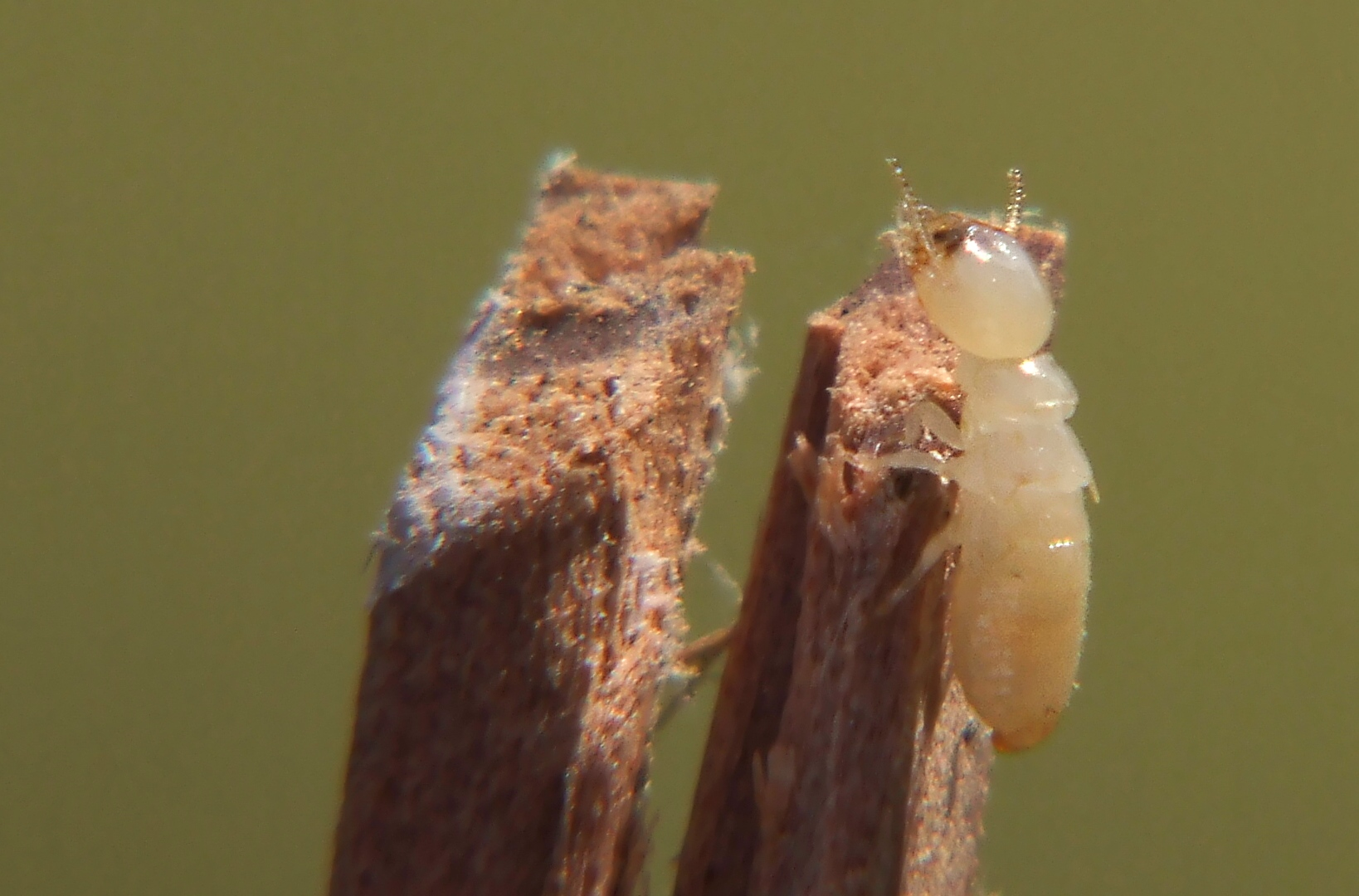
typickým dřevokazem je např. termit

Dřevokazové (odborně xylofágové z řeckého ξύλον / xylon dřevo a φαγεῖν / fagein jíst), jsou vyšší organismy (živočichové), které se aspoň v některých fázích vývoje živí dřevem. V přírodě ho tak pomáhají odbourávat, ale zároveň mohou škodit lidem, pokud hubí lesy nebo ničí dřevo používané např. jako součást staveb. Obvykle jde o dřevokazný hmyz, který klade vajíčka na povrch dřeva a jeho larvy vyhlodávají dřevo pod povrchem a uvnitř. Napadá tak i stavební konstrukce, střešní krovy, dřevěné podlahy nebo nábytek.
Dřevo ničí nejčastěji larvy dřevokazného hmyzu, které si vytvářejí chodby (kaverny) pod povrchem dřeva. Při velkém napadení se tyto chodby spojují, a tím dřevo nenávratně znehodnocují. Ke zdárnému vývoji larvy potřebují teplotu cca 18 stupňů a vlhkost vzduchu minimálně 10 %. Po zakuklení larev a následném výletu dospělců jsou jejich výletové otvory viditelným důkazem napadení dřeva. Takto napadené dřevo pak ztrácí pevnost. Nejčastější dřevokazný hmyz střední Evropy je tesařík krovový (Hylotrupes bajulus L.), tesařík fialový (Callidium violaceum), Lyctus brunneus, červotoči (Anobiidae sp.), pilořitky (Siricidae), mravenci (Formicidae).